# Oplostomus meyeri
Oplostomus meyeri är en skalbaggsart som beskrevs av Hermann Julius Kolbe 1891. Oplostomus meyeri ingår i släktet Oplostomus och familjen Cetoniidae. Inga underarter finns listade i Catalogue of Life.